# Ярость (фильм, 2007)
«Ярость» (англ. The Rage) — американский фильм ужасов 2007 года, снятый Робертом Куртцманом и основанный на его же серии комиксов.

## Сюжет
Безумный учёный Василенко разрабатывает вирус, который повергает заражённые организмы в безудержное сумасшествие. Он испытывает вирус на невинных людях в своей лаборатории в уединённом лесу. Когда одна из жертв убегает и умирает, мусорщики заражаются вирусом и становятся каннибалами. Как только вирус начинает распространяться по сельской местности, группа любопытных подростков обнаруживает сверхсекретную лабораторию доктора Василенко. Теперь, когда плотоядные уроды выходят на кормёжку, эти перепуганные подростки будут вынуждены бороться за свою жизнь, иначе они рискуют быть съеденными заживо.

## В ролях
- Эндрю Дивофф — д-р Виктор Василенко[5]
- Эрин Браун — Кэт[6]
- Реджи Бэннистер — дядя Бен
- Райан Хукс — Джош
- Шон Серино — Прис
- Рэйчел Шир — Оливия

## Релиз
Мировая премьера состоялась 13 июля 2007 года на Fantasia Film Festival в Монреале. В мае 2011 года на DVD была выпущена немного укороченная версия с немецким дубляжом. В США, Великобритании, Австралии и Германии действуют возрастные ограничения от 18 лет и старше.

## Критика
Обозреватель Tribune член ФИПРЕССИ Нил Янг в своей рецензии писал: «Это отвязно-бессмысленная история о сумасшедшем советском учёном — звезда „Исполнителя желаний“ Эндрю Дивофф, несмотря на высокие оценки, появляется на экране только в начале и в конце — который изобретает вирус мании убийства в качестве мести коварному капиталистическому Западу. Эти манипуляции разворачиваются с некоторым бешеным азартом, но, похоже, в первую очередь они предназначены для того, чтобы Курцман опробовал различные эффекты макияжа, вызывающие дискомфорт в кишечнике». Один из ведущих хоррор-критиков Джейсон Бьюкенен отмечает трансформацию героя Дивоффа, порядочного и доброжелательного человека, доведённого до отчаяния, а затем и сумасшествия нечистоплотными политиканами и добавляет: «Мастер спецэффектов, ставший продюсером, сценаристом и режиссёром Роберт Куртцман берёт на себя управление сверхсовременным пугающим фильмом с такими легендами жанра, как Реджи Баннистер („Фантазм“), Эндрю Дивофф („Исполнитель желаний“) и Эрин Браун („Мастера ужасов: Больная девочка“)». По мнению портала «Зона Ужасов»: «Это кино явно появилось не в свою эпоху. Где-то в начале или середине 80-х „Ярость“ прошла бы явно замеченной у зрителя, сейчас же зритель не тот, и только прожжённые хоррорманы, соскучившиеся по реаниматороподобным картинам, оценят во всей красе данный фильм».

## Сиквел
В 2010 году режиссёром Эдвардом Дугласом был снят сиквел «Мёртвая плоть» (в оригинале Rage 2: Dead Matter). Однако общими чертами двух постановок, кроме названия, являются только участие актёра Эндрю Дивоффа в главной роли и Роберт Куртцман в качестве продюсера.